# Dora and Friends: Into the City!
Dora and Friends: Into the City! (of kortweg Dora and Friends) is een Amerikaanse educatieve animatieserie voor kinderen. De serie is een vervolg op de originele serie Dora the Explorer en ging in première op Nickelodeon op 18 augustus 2014 en eindigde op 5 februari 2017 in de Verenigde Staten.

## Verhaal
Dora is nu een 10-jarig meisje, dat naar school gaat en woont in de stad Playa Verde, Californië. Ze heeft vijf vrienden: Kate (die van kunst houdt), Emma (die van muziek houdt), Alana (die van sport en dieren houdt), Naiya (die slim is en graag leest) en Pablo (die graag voetbalt). Dora en haar vrienden werken samen en gaan op avontuur terwijl ze de geheimen van hun stad ontdekken. Dora heeft een magische bedelarmband die haar helpt om door voorwerpen in de weg te komen en een smartphone, compleet met een app-versie van de kaart van de vorige serie om haar te helpen.

## Stemverdeling
- Fátima Ptacek als Dora
- Isabela Moner als Kate
- Miguel Cardona als Bunny
- Christina Milian als la Sirena Mala
- Raúl Esparza als Big Bad Wolf
- Olga Merediz als Wagneriaanse vrouw
- Eduardo Cárdenas Aristizábal als Pablo
- Ashley Earnest als Alana
- Alexandria Suarez als Naiya
- Kayta Thomas als Emma

## Afleveringen
| Seizoen | Afleveringen | Start             | Einde           |
| ------- | ------------ | ----------------- | --------------- |
| 1       | 20           | 18 augustus 2014  | 5 februari 2016 |
| 2       | 20           | 10 september 2015 | 5 februari 2017 |

## Prijzen en nominaties
| Jaar | Prijs                      | Categorie                                                                                                  | Genomineerde(n)                             | Uitslag     |
| ---- | -------------------------- | --- | ------------------------------------------- | ----------- |
| 2015 | Annie Award                | Beste prestatie in muziek in een geanimeerde tv-/uitzendingsproductie                                      | Peter Lurye, George Gabriël & Chris Gifford | Genomineerd |
| 2015 | Daytime Emmy Award         | Beste originele song - titelmuziek en promo (voor het lied: "Dora and Friends: Into the City! Theme Song") | Matthew Gerrard & Elizabeth Ashley Gerrard  | Gewonnen    |
| 2015 | NAACP Image Award          | Beste prestaties in een jeugd-/kinderprogramma (serie of special)                                          | Fatima Ptacek                               | Gewonnen    |
| 2015 | NAACP Image Award          | Beste kinderprogramma                                                                                      | Beste kinderprogramma                       | Genomineerd |
| 2016 | NAACP Image Award          | Beste kinderprogramma                                                                                      | Beste kinderprogramma                       | Genomineerd |
| 2016 | Casting Society of America | Beste prestatie in casting - Televisieanimatie - Kinderen                                                  | Michelle Levitt & Danielle Pretsfelder      | Genomineerd |